# El Verdeguer
El Verdeguer és un mas de Sant Joan de les Abadesses (Ripollès), a mig camí amb el nucli de Ripoll, inclòs en l'Inventari del Patrimoni Arquitectònic de Catalunya.

## Arquitectura
És una masia de considerable grandària que consta de tres edificis enllaçats entre ells. El nucli central, més elevat que els altres dos, sembla que és el sector més antic de la masia i per sota d'ell hi ha un carreró o passadís que uneix mitjançant dues voltes o arcades força espectaculars les dues eres de batre. Dins d'aquest passadís s'hi troba una altra arcada, actualment cega a causa d'una edificació posterior annexa al cos principal. Aquesta última edificació construïda sobre el desnivell del terreny amb teulada a una sola vessant posseeix obertures de cara a llevant i a ponent. L'altre cos unit al central és una planta rectangular de tres pisos. El primer pis era destinat a casa d'amos i el segon pis a casa de masovers. A la planta baixa hi ha corts. Les obertures en forma de finestres i un petit balcó donen gairebé totes a migdia, malgrat una eixida molt deteriorada i un petit pati emmurallat de cara a ponent.
La porta d'accés a l'habitatge és al cantó de tramuntana i en aquesta façana també hi ha algun finestral considerable. Una altra cabana destinada a corts i amb una arcada de mig punt és una de les construccions més antigues del Verdeguer junt amb el cos central.
El pou de la masia és una construcció popular situada en el camí que puja a la casa. Aquest pou actualment està en desús. Es tracta d'una construcció de planta sensiblement quadrada però agafant una forma irregular, ja que els panys de la paret no són uniformes. El teulat que cobria l'element arquitectònic en qüestió, era de dos vessants i de teules, però actualment està molt malmès.
Tenia, i encara es conserva, una porta de mig cos de l'edifici fins a sota la barbacana del teulat que s'obria amb un forriac i dins hi havia la politja amb la corda.
L'estructura està feta amb pedres unides mitjançant la maçoneria.

## Història
La primera notícia referent a aquesta masia és al capbreu del monestir de Sant Joan de les Abadesses de l'any 1395, on ve citada una tal Agneta Verdaguer, esposa de Pere Verdaguer del mas Verdaguer.
Aquesta masia es troba citada a molts documents dels diferents arxius consultats (parroquials, civils) al llarg dels segles i fins als nostres dies. La casa sempre ve inscrita amb el nom de Verdaguer.
El segle xviii es va construir una ermita dedicada a la mare de Déu del Roser que va tenir culte esporàdic fins a la guerra del 1936. Aquesta capella o ermita es troba en la banda oest de tot el conjunt arquitectònic i està unida a la casa amb accessos per la banda exterior i interior de la masia.
La masia té un pou. Segons la data gravada a la paret del pou de l'any 1899 i encerclada en un requadre on al capdamunt d'aquest hi ha una creu, ens podria esbrinar la data de la construcció d'aquest element arquitectònic, o si no el d'una possible remodelació.
Les masies del terme de Sant Joan de les Abadesses no solien posseir pous per a emmagatzemar-hi aigua les èpoques de secada, sinó més aviat tenien cisternes adossades a la casa i de caires molt rudimentaris. Això indica la importància del mas Verdaguer durant segles enrere i confirma que fos una de les masies capdavanteres de la vall de Sant Joan, ja que tenir un pou d'aigua prop de la casa antigament era un luxe.
Al costat del pou i unit a ell hi ha un abeurador d'1,20 m d'alçada, 4,5 m de llarg i 1 m d'ample. Aquest abeurador fou construït posteriorment al pou i actualment encara serveix per a la funció d'abeurar-hi el bestiar.